# Jaroslav Beláň
Jaroslav Beláň (21. května 1981, Bojnice, Slovensko) je slovenský fotbalový brankář, který momentálně působí v FK Baník Most.

## Fotbalová kariéra
Fotbal začal hrát v Dolných Vestenicích, ale hned další rok přestoupil do Baníku Prievidza. Zde prošel všemi mládežnickými kategoriemi. Pro sezonu 1998-1999 se ještě vrátil do Dolných Vestenic. V Prievidze hrál až do roku 2004, kromě sezony 2003-2004 kdy byl na hostování v Kysuckom Lieskovci. Od léta 2004 hraje za Most, ale v lize nastoupil jen jednou, jinak byl jen náhradníkem. V létě 2006 odešel na hostování do Blšan, ze kterého se v zimě vrátil. Na podzim roku 2007 přišel na hostování do klubu FK Bohemians Praha kam na jaře přestoupil.